# Eugenia Lewicka

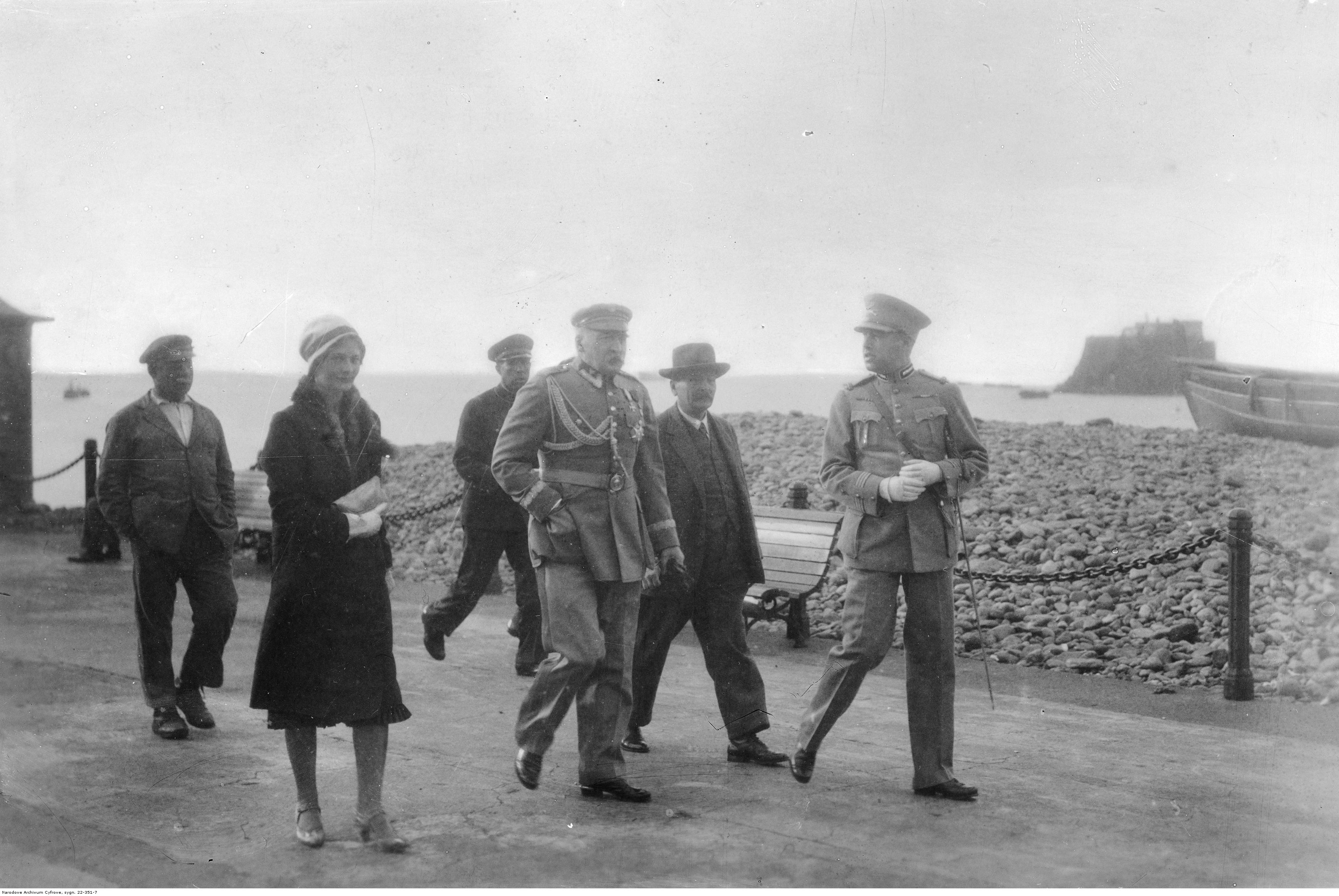
Eugenia Lewicka (druga z lewej) wraz z Józefem Piłsudskim w trakcie pobytu na Maderze

Eugenia Lewicka (ur. 10 sierpnia 1896 w Czerkasach, zm. 29 czerwca 1931 w Warszawie) – polska lekarka, fizjoterapeutka, zaliczana do grona prekursorów medycyny sportowej w Polsce, organizatorka Zakładu Kąpieli Słoneczno-Powietrznych i Kuracji Sportowej w Druskienikach (1924); bliska znajoma Józefa Piłsudskiego.

## Życie i działalność

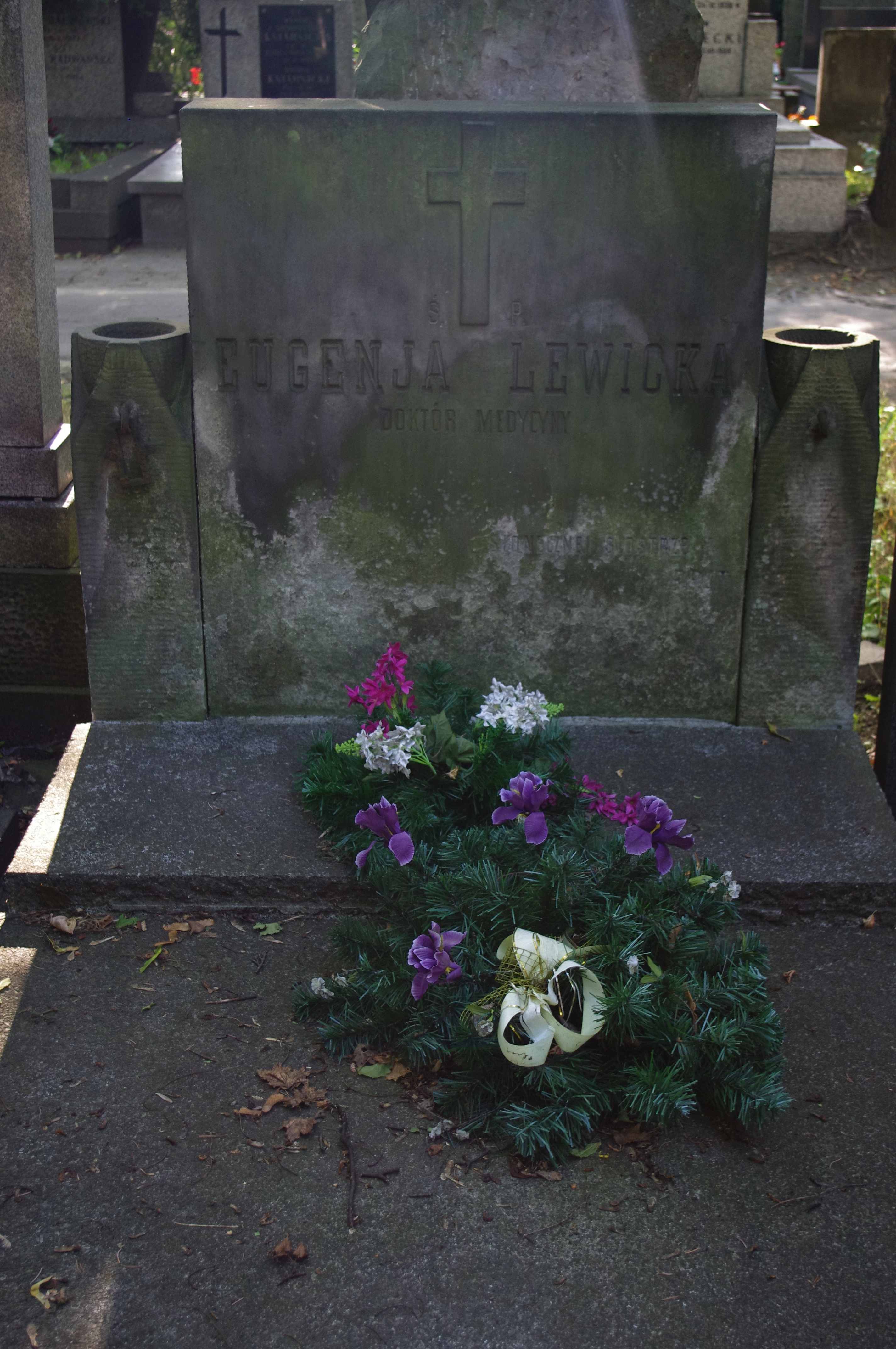
Grób Eugenii Lewickiej na Starych Powązkach w Warszawie

Jej rodzicami byli Cyryl Lewicki oraz Elżbieta Nicichorska. Ukończyła Żeński Instytut Medyczny w Kijowie. W 1925 roku otrzymała dyplom doktora wszech nauk lekarskich na Wydziale Medycznym Uniwersytetu Warszawskiego. Jako studentka pracowała na oddziale wewnętrznym Szpitala Żydowskiego u Edwarda Żebrowskiego, a potem w klinice neurologicznej Kazimierza Orzechowskiego. Prowadziła w Druskienikach park klimatyczny, propagowała też stosowane w Skandynawii metody leczenia słońcem, powietrzem i ruchem.
Marszałka Piłsudskiego poznała wiosną 1924 roku, gdy ten przebywał na wakacjach w Druskienikach. Pewnej nocy Piłsudski zaniemógł i sprowadzono do niego mieszkającą w pobliżu lekarkę, właśnie Lewicką. Po pewnym czasie ich znajomość stała się bardzo zażyła. 15 grudnia 1930 roku wyjechali razem na portugalską Maderę (wraz z nimi przebywali tam jeszcze płk lek. Marcin Woyczyński i Mieczysław Lepecki). Z nieznanych powodów Eugenia opuściła wcześniej wyspę. Prawdopodobnie po przyjeździe Lewickiej odwiedziła ją żona Piłsudskiego Aleksandra Piłsudska. Nie wiadomo, jak przebiegało ich spotkanie, można jedynie spekulować, że doszło między nimi do sprzeczki.

## Śmierć
27 czerwca 1931 roku znaleziono Eugenię Lewicką nieprzytomną w Centralnym Instytucie Wychowania Fizycznego na warszawskich Bielanach. Stwierdzono, że otruła się środkami chemicznymi. Dwa dni później Lewicka zmarła nie odzyskawszy przytomności. Nie wiadomo, czy było to samobójstwo, nieszczęśliwy wypadek czy umyślne otrucie. Została pochowana na Powązkach (kwatera 154 rząd 5 grób 23).
Za życia Lewickiej po Warszawie krążyły plotki o jej romansie z Piłsudskim. Po śmierci przyjaciółki Marszałka prasa, słynąca dotąd z niewybrednych ataków na Piłsudskiego, z niewiadomych przyczyn zachowała się bardzo powściągliwie i elegancko. Osoby, które spotkały dr Lewicką krótko przed śmiercią, twierdziły, iż była bardzo pogodna, spokojna i nie wyglądała na osobę zdesperowaną, zatem raczej nie mogła popełnić samobójstwa. Marszałek pojawił się na jej pogrzebie jako osoba prywatna, zajął miejsce w tylnych ławkach kościoła, ale wyszedł po 10 minutach. Na pogrzebie było też obecnych wielu polityków sanacji, m.in. premier Aleksander Prystor, co, jak stwierdza Tomasz Nałęcz, stanowiło zjawisko niecodzienne, „zważywszy, że chowano skromną lekarkę, nie pełniącą żadnych oficjalnych godności”.

## Literatura
- Elżbieta Jodko-Kula, Ostatnia miłość Marszałka. Eugenia Lewicka, wyd. Prószyński i S-ka, 2018[6]